# 東京都立五日市高等学校
東京都立五日市高等学校（とうきょうとりつ いつかいちこうとうがっこう）は、東京都あきる野市五日市に所在する都立高等学校。

## 設置学科
- 全日制課程、定時制課程
  - 普通科（コース制）
  - 商業科

## 沿革
- 1948年 - 東京都立五日市新制高等学校設置、定時制課程が置かれる。
- 1950年 - 東京都立五日市高等学校と校名変更、全日制課程が設置される。
- 1957年 - 全日制、定時制共に商業科が併設される。
- 1982年 - グループ合同選抜制度導入、82グループに編成される。
- 1992年 - 普通科にコース制導入、単独選抜となる。
- 2003年 - 新入生より三修制導入（定時制課程）
- 2004年 - 都教育委員会から「重点支援校」に指定
- 2008年11月 - 創立60周年記念式典

## 交通
- 五日市線（JR東日本）武蔵五日市駅 徒歩15分
- 武蔵五日市駅1番のりばより西東京バス檜原村方面の路線で、「五日市高校」下車。

## 著名な出身者
- 有吉ひとみ - 女優
- 三遊亭歌笑(4代目) - 落語家
- 中嶋博幸 - あきる野市長（定時制）[1][2][3]